# جون ريكس
جون ريكس (بالدنماركية: Knud Rex)‏ هو ممثل دانمركي، ولد في 30 مارس 1912 بالدنمارك، وتوفي في 24 ديسمبر 1968.

## وصلات خارجية
- جون ريكس على موقع IMDb (الإنجليزية)
- جون ريكس على موقع أول موفي (الإنجليزية)
- جون ريكس على موقع قاعدة بيانات الأفلام السويدية (السويدية)
- جون ريكس على موقع قاعدة بيانات الفيلم (الإنجليزية)
- جون ريكس على موقع كينوبويسك (الروسية)